# Henry Wickham Steed

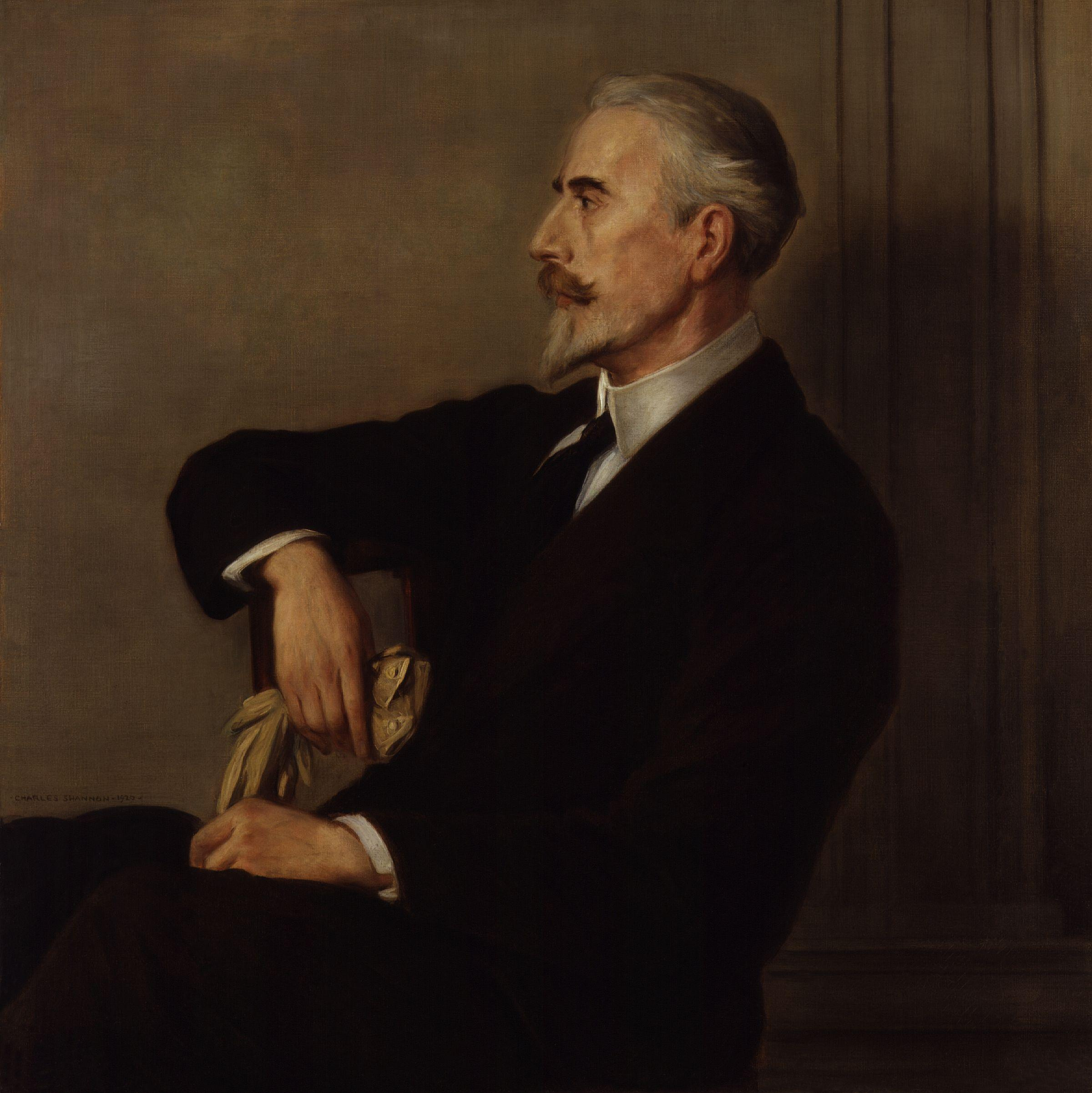
Henry Wickham Steed

Henry Wickham Steed (* 10. Oktober 1871 in Long Melford, Suffolk, England; † 13. Januar 1956 in Wootton, West Oxfordshire) war ein britischer Journalist und Historiker.

## Leben
Steed begann seine Laufbahn mit einem Studienaufenthalt in Deutschland, wo er die Sprache lernte, arbeitete ab 1896 als Korrespondent der Times in Paris, kam 1897 als Korrespondent nach Rom und um 1902 nach Wien, wo er bis 1914 blieb und mit Josef Redlich und Hermann Bahr befreundet war.
Er schrieb 1913 ein Werk über Österreich-Ungarn, welches er kurz vor Kriegsausbruch beendete. In den folgenden Jahren lernte er unter anderen diverse Emigranten, wie Edvard Beneš, Tomáš Masaryk und Roman Dmowski kennen, und kam zu dem Schluss, dass Österreich-Ungarn – um ein rasches Ende des Ersten Weltkrieges zu erreichen – aufgelöst und seine Völker unabhängig werden sollten.
Wickham Steed und sein wichtigster Mitarbeiter Robert William Seton-Watson, der zugleich für den britischen Secret Service arbeitete, trafen im September und Oktober 1914 in den Niederlanden mit Masaryk zusammen, der bereits mit Steed korrespondiert hatte, Kontakte suchte und sich durch den Auslandsaufenthalt den zunehmenden Verhaftungen tschechischer Nationalisten in Prag entzog. Nachdem Masaryk mit November 1914 ins Exil gegangen war, halfen ihm die beiden Mitte Mai 1915, eine Professur am King’s College London zu erhalten.
Ab 1914 war Wickham Steed der Leiter der Abteilung Außenpolitik bei der Times in London. Als persönlicher Bekannter von Theodor Herzl förderte er die zionistische Sache und setzte 1917/18 das publizistische Gewicht der „Times“ zur Förderung der Balfour-Deklaration ein. Zu dieser Zeit leitete er die Österreich-Ungarn-Abteilung des Direktorats für Propaganda in Feindländern des Ministry of Information im Crewe House unter Alfred Harmsworth. Er und Seton-Watson stellten die Monarchie als Vasall und Besitz Deutschlands dar. Die habsburgische Dynastie sei „skrupellos“, man müsse die für Freiheit kämpfenden Völker unterstützen, bei einem Separatfrieden wären die Völker Zentraleuropas zur „Sklaverei“ verdammt. Steed und seine Propagandaabteilung machten die slawischen Unabhängigkeitsbewegungen der Monarchie in Großbritannien überhaupt erst populär und übten Druck auf das Foreign Office aus mit dem Ziel der Anerkennung der Selbstbestimmungsrechte der Völker Österreich-Ungarns, nicht innerhalb der Monarchie, sondern durch deren Auflösung.
Am 24. Februar 1918 sandte Harmsworth ein bei Steed in Auftrag gegebenes Memorandum an Außenminister Balfour. Da der Versuch eines Separatfriedens gescheitert sei, heißt es darin, müsse eine Politik forciert werden, die durch Propagandatätigkeiten der Exilorganisationen eine Zerstörung des Vielvölkerstaates herbeiführen sollte. Balfour stimmte dieser neuen Politik zu, wollte aber weiterhin versuchen, durch einen Separatfrieden Kaiser Karl von Deutschland zu lösen.
Die offizielle Politik ermutigte daraufhin die Separatisten, doch vorerst ohne ihnen die Unabhängigkeit zu versprechen. Selbst im August 1918 war Balfour als einziger im War Cabinet unbedingt für die Zerstörung des Vielvölkerstaates.
Nach dem Krieg leitete Steed von 1919 bis 1922 die Times als Chefredakteur. Er gründete anschließend das Magazin Review of Reviews. In den folgenden Jahren erhielt er finanzielle Unterstützung durch die tschechoslowakische Regierung, die in seiner Zeitschrift Inserate schaltete und Artikel für die Prager Presse beauftragte. Als Steeds Magazin 1930 scheiterte, griffen ihm Edvard Beneš und Jan Masaryk persönlich finanziell unter die Arme.
Steed warnte vor dem Ausbruch des Zweiten Weltkrieges schon früh vor Hitler und dessen Ambitionen. Zwischen 1937 und 1947 lehrte Steed Osteuropäische Geschichte am Londoner King’s College London. Daneben war er beim BBC Overseas Service angestellt (1937–1947), das zu dieser Zeit dem Ministry of Information unterstand.

## Werke
- 1913: The Habsburg Monarchy
- 1914: A Short History of Austria-Hungary and Poland
- 1938: The Press
- 1939: Our War Aims